# Indiana (métro de Los Angeles)
Pour les articles homonymes, voir Indiana (homonymie).
Indiana est une station du métro de Los Angeles desservie par les rames de la ligne E et située à Boyle Heights, quartier de Los Angeles, en Californie.

## Localisation
Station du métro de Los Angeles située en surface, Indiana est située sur la ligne L près de l'intersection de South Indiana Street et de East 3rd Street dans le quartier angelin de Boyle Heights dans Eastside Los Angeles.

## Histoire
Indiana est mise en service le 15 novembre 2009.

## Service

### Accueil

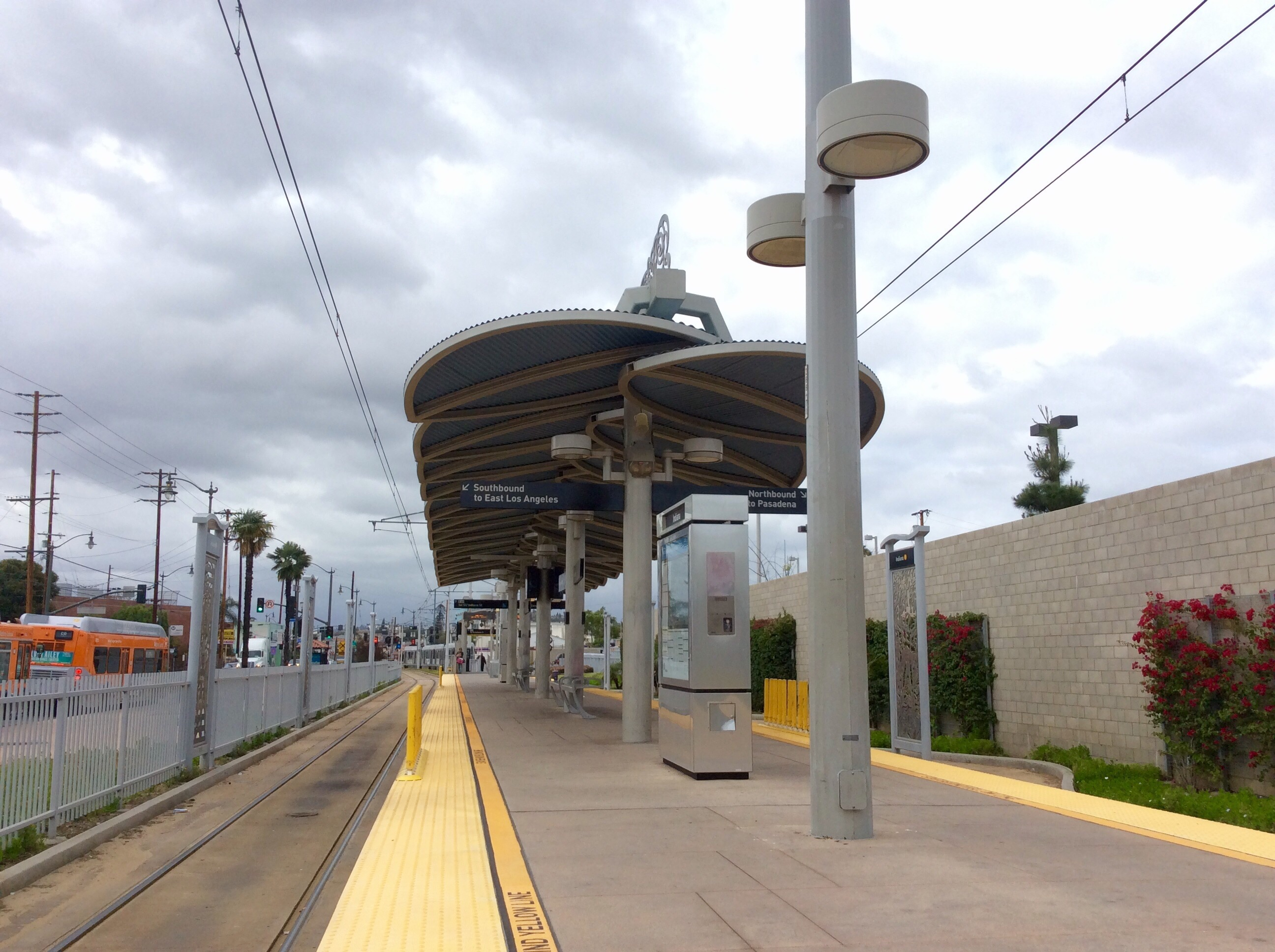
Une vue de la plateforme de la station Indiana.
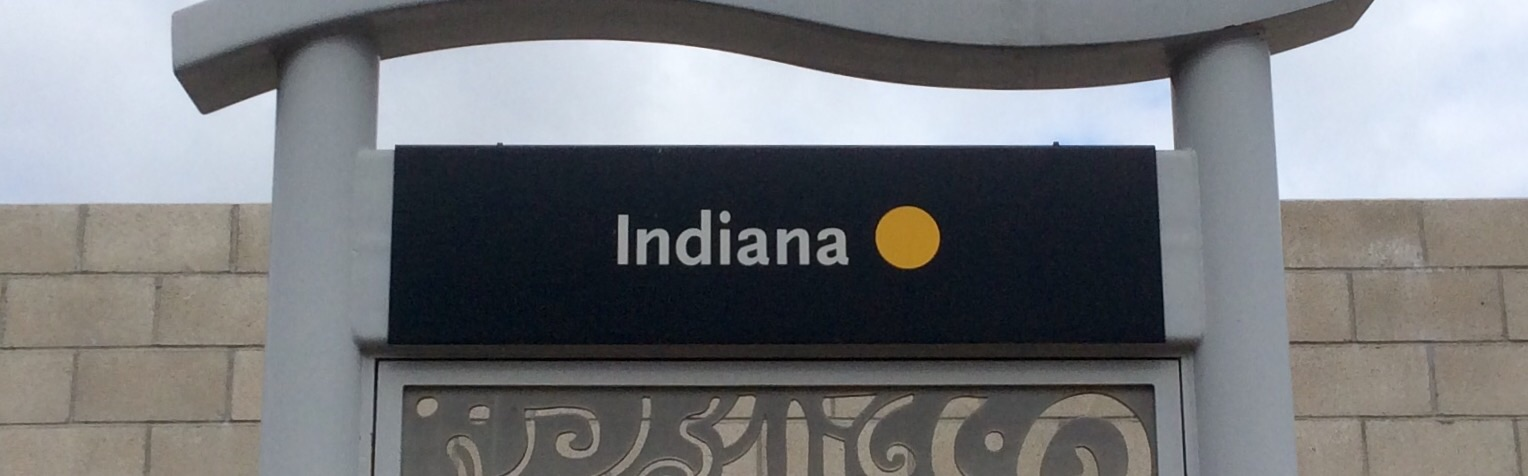
Signalétique.

### Desserte
Indiana est desservie par les rames de la ligne L du métro. La station dessert notamment la zone géographique non incorporée d'East Los Angeles ainsi que le quartier de Boyle Heights.

### Intermodalité
La station est desservie par les lignes d'autobus 30, 106, 254 et 665 de Metro et la ligne 40 de Montebello Bus Lines (en).

## Architecture et œuvres d'art
La station abrite l'œuvre Syncretic Manifestations de l'artiste Paul Botello qui consiste en des panneaux d'acier inoxydable dans lesquels sont découpées des formes rappelant l'art maya et aztèque.